# Omega Centauri

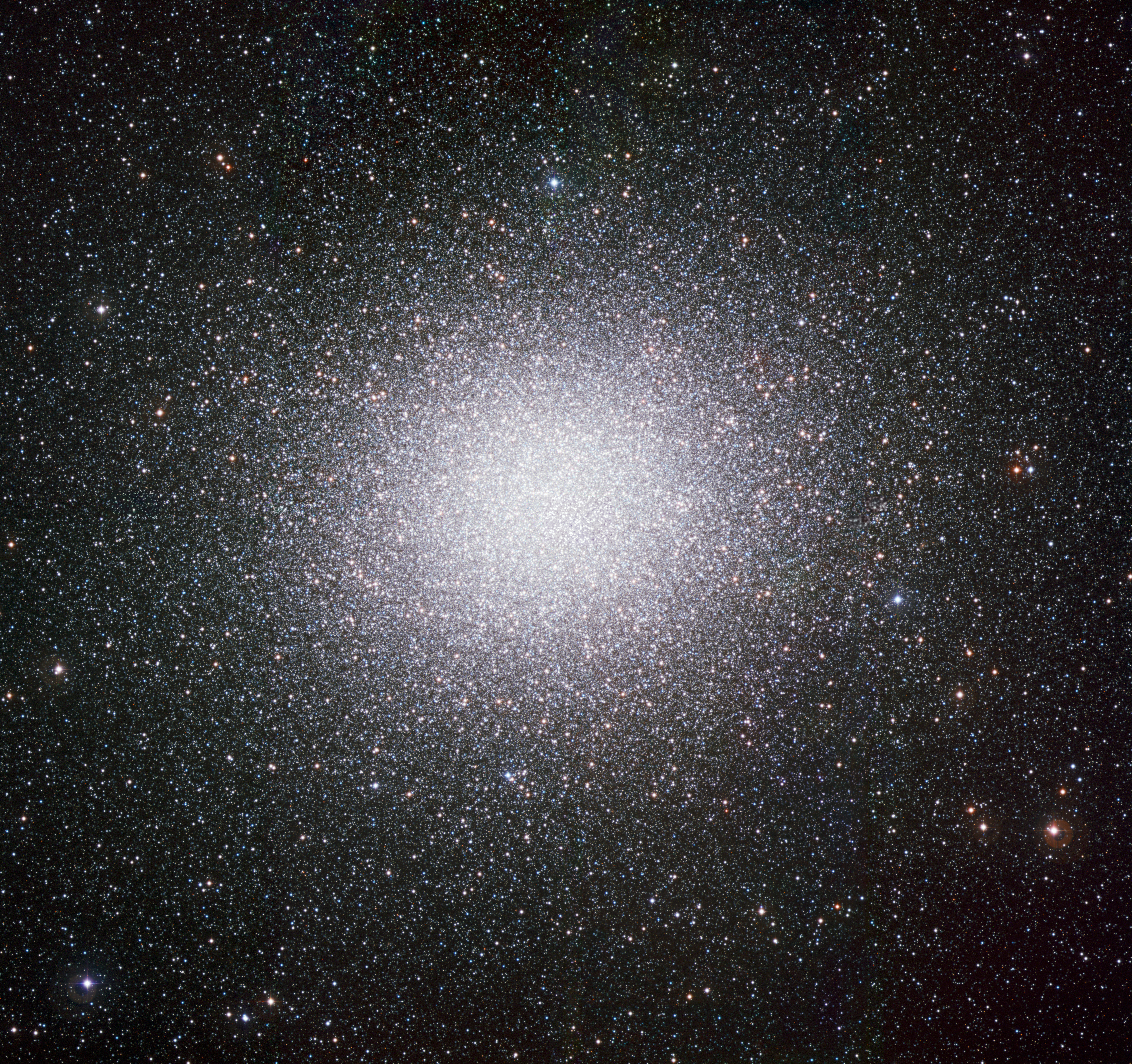
Omega Centauri

Omega Centauri (ω Cen), NGC 5139 sau Caldwell 80 este un roi globular din constelația Centaurul. A fost identificat de Edmond Halley în 1677. Localizat la o distanță de 12 800 de ani-lumină (4 850 parseci), este cel mai mare roi globular din Calea Lactee și are un diametru de aproximativ 150 de ani-lumină.  Se estimează că acest roi conține aproximativ 10 milioane de stele și că are o masă echivalentă cu 4 milioane de mase solare. 